# Drepanophycales
Drepanophycales fueron un grupo de plantas vasculares extintas originadas a finales del periodo Silúrico y probablemente desaparecidas a finales del periodo Devónico. 
Aunque tras el descubrimiento de sus restos fósiles esta planta fue catalogada dentro del orden Lepidodendrales hoy en día de sus características morfológicas se ha deducido que bien pudieran ser un grupo basal de los lycópsidos en su evolución desde los Zosterophyllopsida. Uno de los aspectos más controvertidos de su clasificación es su posición respecto de Rhyniopsida, grupo que tradicionalmente se ha considerado precursor, aunque el hecho de que los primeros Drepanophycales coexistieran (y en algún caso es posible que fueran anteriores) con las primeras Rhyniópsidas hacen dudar de la posición de éstas como grupo basal de las primeras y sugiere que ambas debieron evolucionar a partir de un grupo anterior aún desconocido.
El grupo posee gran cantidad de representantes fósiles conocidos, muchos de ellos completos. Por lo general eran plantas herbáceas, de pocos centímetros de longitud con un tallo aéreo con xilema primario exarco y ramificación dicótoma. El los tallos se disponían unas estructuras similares a los filodios de los actuales licopodios insertados helicoidalmente. Estas estructuras estaban sólo parcialmente vascularizados, esto es, que los haces de xilema penetraban en ellos únicamente hasta cierta distancia de su nacimiento en el tallo insinuando un estado temprano de evolución hasta las estructuras de las especies actuales donde la vascularización es completa. En los tallos se encontraban también unos esporangios aislados y unidos ellos a través de un corto pedúnculo. Este carácter diferencia también a los Drepanophycales de los licopodios de la actualidad al poseer éstos sus esporangios agrupados en un cono en posición terminal.